# Shout to the Walls!
Shout to the Walls! é o quinto álbum de estúdio da banda de J-Rock Nico Touches the Walls, lançando no dia 16 de abril de 2013. O álbum teve um versão regular (apenas CD) e teve uma edição limitada (CD+DVD).

## Lançamento e recepção
Shout to the Walls! foi lançado em 16 de abril de 2013, em duas edições: regular e limitada. A regular contém apenas o CD com 11 faixas, já a limitada contém o CD e o DVD bônus "NICO Touches the Walls Acoustic Sessions". 
Alcançou a quinta posição nas paradas da Oricon Albums Chart.

## Turnê
Para promover o álbum, a banda embarcou em uma turnê chamada "Tour 2013 Shout to the Walls!" de maio á julho de 2013.

## Faixas
| N.º            | Título                                                           | Duração |  |
| 1.             | "Kudou" (鼓動)                                                   | 4:21    |  |
| 2.             | "Yume 1 Gou" (夢１号)                                            | 4:44    |  |
| 3.             | "Natsu no Daisankakkei" (夏の大三角形)                           | 4:52    |  |
| 4.             | "Abdhalma" (アビダルマ)                                          | 4:36    |  |
| 5.             | "Strawberry Girl" (ストロベリーガール)                           | 4:04    |  |
| 6.             | "Akira Tsume" (紅い爪)                                           | 5:16    |  |
| 7.             | "Chain Reaction" (チェインリアクション)                          | 3:57    |  |
| 8.             | "Runner" (ランナー)                                              | 3:50    |  |
| 9.             | "Arpeggio" (アルペジオ)                                          | 4:33    |  |
| 10.            | "(who)"                                                          | 1:09    |  |
| 11.            | "Mr. Echo"                                                       | 4:49    |  |
| 12.            | "damaged goods ~Shien Chinkonka~" (damaged goods 〜紫煙鎮魂歌〜) | 4:33    |  |
| Duração total: | Duração total:                                                   | 50:51   |  |

### Faixas do DVD da edição limitada
| Nico Touches the Walls Acoustic Sessions Vol.2 |                      |         |  |
| N.º                                            | Título               | Duração |  |
| 1.                                             | "Mr.ECHO"            |         |  |
| 2.                                             | "April"              |         |  |
| 3.                                             | "Yume 1 Gou" (夢1号) |         |  |

## Músicos
- Tatsuya Mitsumura (光村龍哉) – vocais, guitarra
- Daisuke Furumura (古村大介) – guitarra
- Shingo Sakakura (坂倉心悟) – baixo
- Shotaro Tsushima (対馬祥太郎) – bateria